# Wilmington (East Sussex)
Wilmington is een dorp in het Engelse graafschap East Sussex. Samen met het nabijgelegen dorp Milton Street en gehucht Folkington vormt het een civil parish met de naam Long Man in het district Wealden. Wilmington is vooral beroemd vanwege de Long Man of Wilmington, ook de naamgever van de civil parish.